# Dinemandra
Dinemandra là một chi thực vật có hoa trong họ Malpighiaceae.

## Loài
Chi Dinemandra gồm các loài: